# Baryopsis ingens
Baryopsis ingens – gatunek chrząszcza z rodziny kusakowatych i podrodziny żarlinków (Paederinae).
Gatunek ten opisany został w 2012 roku przez Volkera Assinga na podstawie 1 samca i 1 samcy, odłowionych w 1990 roku.
Chrząszcz o ciele długości od 14 do 18 mm. Głowę ma 1,1 raza dłuższą niż szerszą, czarniawą z ciemnobrązowymi czułkami i ciemnorudymi głaszczkami szczękowymi, z wierzchu grubo makropunktowaną i gęsto mikropunktowaną, z małymi, słabo wystającymi oczami. Przedplecze jest czarniawe, 1,2–1,25 raza dłuższe niż szerokie, najszersze przy przednim brzegu i ku tyłowi stopniowo zwężone, o brzegach bocznych prostych w przednich ¾ i nieco falistych przy kątach tylnych, o powierzchni mikropunktowanej i z mikrorzeźbą w postaci siatki o równej średnicy oczek. Grzbietowe rzędy przedplecza składają się z 10 do 12 punktów makroskopowych. Bardzo krótkie, czarniawe pokrywy mają tylne brzegi skośnie ścięte, a tylne skrzydła są całkiem zredukowane. Odnóża są czarniawe. Odwłok jest czarniawy, wyraźnie szerszy od reszty ciała, gęsto i grubo punktowany, z tępym kątem pośrodku tylnej krawędzi ósmego tergitu. U samca przednie stopy są silniej rozszerzone, ósmy sternit dość płytko, V-kształtnie wcięty, a aparat kopulacyjny ma edeagus długości około 2,1 mm i paramery nie sięgające do szczytu długiego i smukłego wyrostka brzusznego.
Owad neotropikalny, endemiczny dla Peru, znany wyłącznie z lokalizacji typowej, położonej w regionie Cuzco, w Andach, na wysokości 4000 m n.p.m..